# Abadía de Amorbach
La abadía de Amorbach (en alemán: Kloster Amorbach) fue una abadía benedictina de Alemania erigida en Amorbach, en el distrito de Miltenberg en la Baja Franconia, hoy en el estado federado de Baviera.

## Historia
Fue una de las cuatro fundaciones carolingias destinadas a implantar el cristianismo en la región de Odenwald (las otras fueron los monasterios de Lorsch, Fulda y Mosbach).
Según la leyenda, un Gaugraf de nombre Ruthard llamó al obispo franco, san Pirmin, a la zona para establecer un asentamiento monástico en una capilla al oeste de la ciudad actual, en la entrada al Otterbachtal. Un discípulo de Pirmin, un aquitano llamado "Amor" al parecer trasladó luego el monasterio a su ubicación actual en el año 734. : 82 
Para el año 800 se había convertido en una abadía Imperial (Reichsabtei), siendo el abad directamente responsable ante Carlomagno. Pipino de Italia la incorporó al obispado de Wurzburgo, aunque esto fue muy discutido por los obispos de Maguncia.
La abadía desempeñó un papel importante en el desbroce y en la fundación de asentamientos en las vastas extensiones de bosque en las que se encontraba, así como en la evangelización de otras áreas, en particular de Sajonia: muchos de los abades del centro misionero de Verden an der Aller —más adelante convertidos en los obispos de Verden— habían sido previamente monjes en Amorbach. Fue dañada severamente durante las invasiones de los húngaros en el siglo X.
En 1446, el sacerdote Johannes Keck llevó a la iglesia de Amorbrunn relicarios de un "san Amor" y de un "san Landrada" procedentes de Münsterbilsen cerca de Maastricht, lo que hizo que la abadía comenzara a atraer peregrinos. En particular, después del final de la Guerra de los Treinta Años en 1648, la gente acudía en busca de ayuda para no tener hijos. : 82 
En 1525, los edificios de la abadía fueron asaltados y saqueados durante la guerra de los campesinos alemanes por fuerzas al mando de Götz von Berlichingen. Durante la guerra de los Treinta Años, la abadía fue atacada por los suecos en 1632, quedando disuelta entre 1632 y 1634 y los  terrenos ocupados por un terrateniente local. Aunque la abadía fue restaurada luego y devueltoas las tierras, le siguió un período de decadencia y pobreza.
En 1656, los obispos de Maguncia y Wurzburgo llegaron a un acuerdo: Amorbach fue transferida al control, tanto espiritual como territorial, del arzobispo de Maguncia, que acometió importantes trabajos de construcción. 

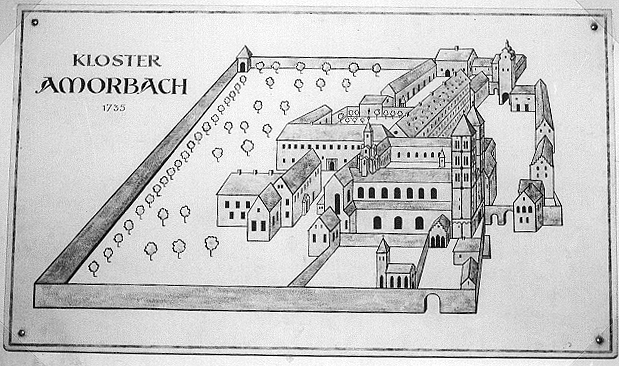
Aspecto probable de la abadía, c. 1735

En la década de 1740, la abadía fue renovada completamente en el estilo barroco tardío/rococó temprano, del cual sigue siendo un ejemplo significativo, bajo la supervisión de Maximilian von Welsch. En 1742-1744 se construyó la iglesia abacial (Abteikirche), incorporando las dos torres de seis pisos del oeste (siglo XII). : 82  En 1780, se hicieron otras obras y decoraciones, incluida en 1782 la instalación de lo que en aquel momento fue el órgano más grande del mundo.
Los patronos eran la Virgen María con los santos Simplicio, Faustino y Beatriz.

## Disolución
La abadía fue disuelta finalmente en 1803 y entregada con sus tierras a los príncipes de Leiningen como compensación por los territorios perdidos a causa de la ocupación en 1793 por las tropas revolucionarias francesas. Hasta 1806 hubo en Amorbach un Principado de Leiningen separado de los distritos de Mosbach, Buchen, Ostburken, Königsheim y Grünfeld. Los príncipes cedieron la iglesia abacial a la parroquia (protestante) y convirtieron los otros edificios monásticos en una Residencia.: 84 
La jurisdicción sobre la abadía y sus territorios pasó al gobierno del reino de Baviera en 1816.

## Descripción

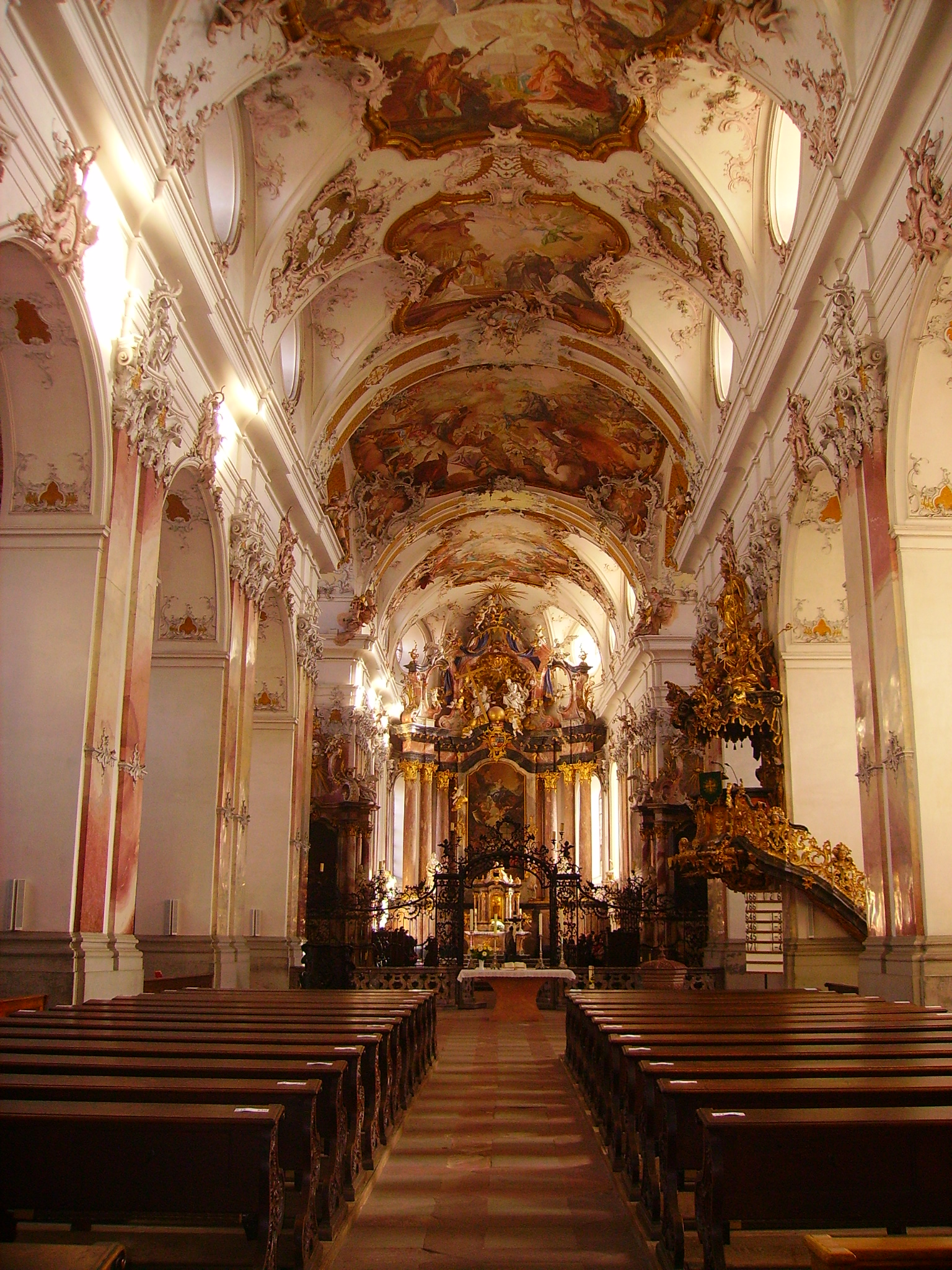
Interior de la iglesia de la abadía.

### Iglesia de la abadía
Welsch realizó una fachada maciza fabricada con arenisca rojiza (Buntsandstein) antes de las torres románicas, en el frontón colocó una estatua de San Benito. Al portal principal elevado se accede por dos grandes escaleras con barandas adornadas con estatuas de Jesús, María, Zacarías, Isabel, Joaquín y Ana. Un nicho en la pared alberga una figura de Santa Beatriz. : 82–3 
El interior presenta obras de estuco y frescos en estilo barroco tardío/rococó temprano de los miembros de la Escuela Wessobrunner. El pintor principal fue Matthäus Günther. La historia de San Benito destaca en los frescos. : 83 
Los pasillos laterales contienen altares dedicados a San José, Magdalena, Agnes y otros. Uno de ellos está dedicado a los obispos de Verden Suitbert, Patto e Issinger, que eran monjes de Amorbach según las crónicas de Verden. : 83 
El altar mayor tiene seis columnas de mármol rojo que soportan vigas negras rematadas por una Santísima Trinidad. La imagen del altar principal de Günther muestra la Asunción de María, flanqueada por estatuas de tamaño natural de sus padres, Joaquín y Ana. Los trabajadores de estuco que hicieron el techo también agregaron los altares en el crucero norte y sur en 1747. : 83 
La reja del coro de hierro forjado fue hecha en 1748-1750 por Marx Gattinger de Wurzburgo, quien también había trabajado con Oegg en la cerca frente a la Residencia de Wurzburgo. El púlpito cubierto de oro, por Johann Wolfgang van der Auvera, de 1749 ya es más rococóm que barroco. : 83–4 

#### Órgano
Una característica importante de la iglesia es su órgano Stumm. Fue construido en 1776-1782, por Johann Philipp Stumm (1705-1776) y Johann Heinrich Stumm (1715-1788). : 84 
La maquinaria original de producción de sonido se mantuvo sin cambios durante más de dos siglos. En los últimos años del siglo XIX y a principios del siglo XX se agregaron varios registros de órganos según las preferencias de la época.
El órgano tiene 5116 tubos y 30 dispositivos de percusión repartidos en 66 registros y se maneja desde cuatro teclados y una pedalera.

### Edificios para residencia

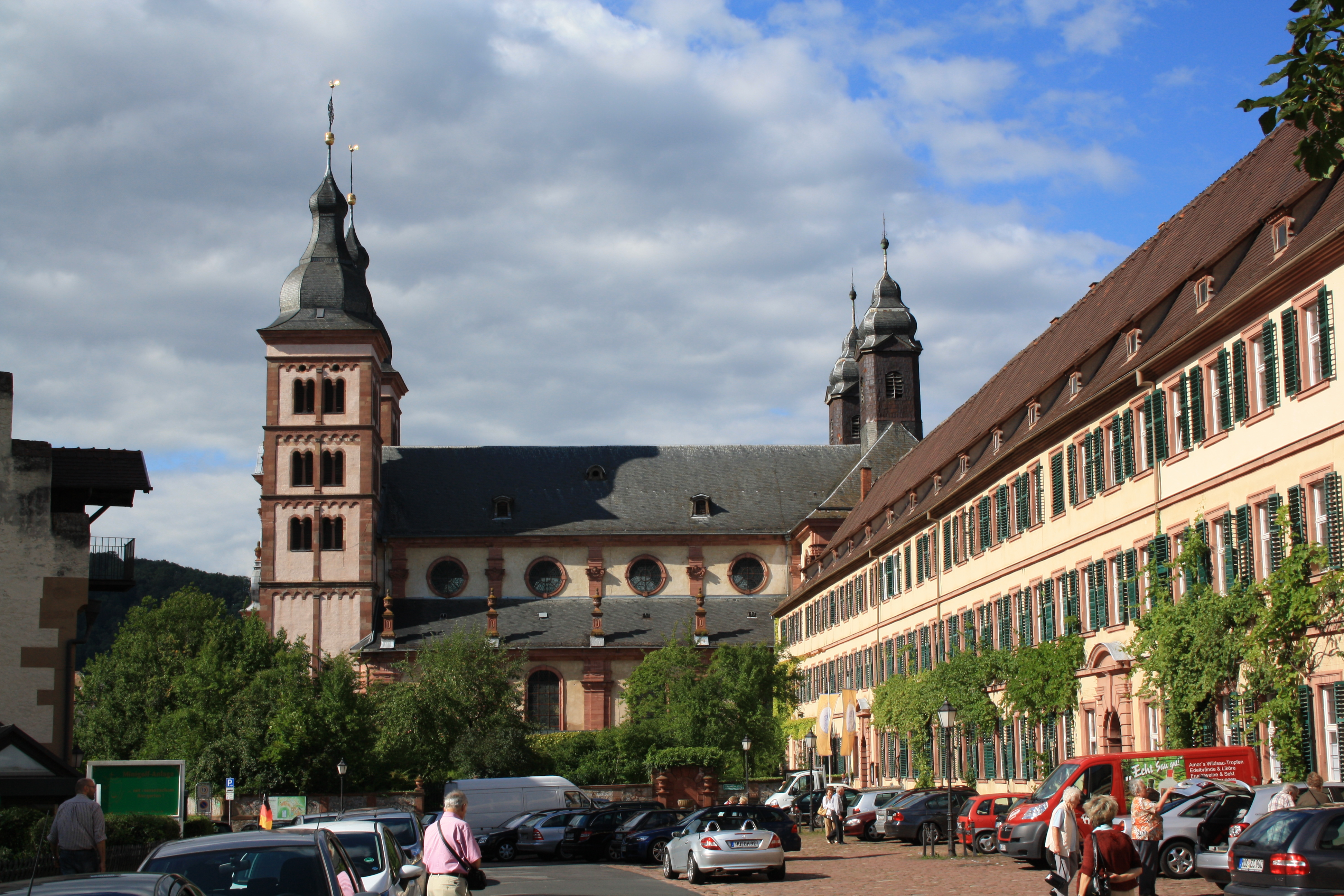
Abadía de Amorbach

Las habitaciones de la residencia incluyen el Grüne Halle, de estilo neoclásico, que se utiliza como sala de conciertos. La biblioteca es una sala de dos pisos con una galería. Contiene la biblioteca de la abadía de 1790 además de la colección de los Príncipes de Leiningen. Las barandillas de la escalera y la galería fueron hechas por J.B. Berg en 1797/8. El fresco del techo de Conrad Huber (1798) muestra alegorías de la sabiduría, la virtud y la ciencia. : 84 

## Hoy
La familia Leiningen todavía vive allí actualmente.

## Medios de comunicación
El órgano Stumm de la abadía de Amorbach fue filmado en noviembre de 2005 en las actuaciones de John Scott Whiteley interpretando música de J.S. Bach. Las películas formaron parte de la serie 21st Century Bach de la BBC, para su emisión en 2007 y su posterior lanzamiento en DVD.